# Новолефортовский мост
Новолефо́ртовский мост — транспортный мост в составе ТТК, пересекает реку Яузу под острым углом. Соединяет набережные Академика Туполева и Красноказарменную. Движение на мосту — одностороннее, на левом берегу Яузы уходит в Лефортовский тоннель.
Мост интересен своей конструкцией: пролёт опирается на арку, которая установлена на двух берегах реки.